# Kerrang! Awards 2016
Die 23. Kerrang! Awards fanden am 9. Juni 2016 im Troxy in der britischen Hauptstadt London statt.
Die Nominierungen für die Preisverleihung wurden am 5. Mai 2016 offiziell bekanntgegeben. Erstmals war als Musikfan möglich, der Zeremonie beizuwohnen. Als Live-Acts traten unter anderem Asking Alexandria und A Day to Remember auf, welche später eine Auszeichnung erhielten. Dies war Teil einer neuen Strategie des Verlegers Bauer Media Group, welche diese Möglichkeit später auch bei den Q Awards und den MOJO Awards zur Anwendung bringen wolle. Insgesamt sollten 600 prominente Gäste und 700 reguläre Besucher dem Event beiwohnen. Bei der Aftershow-Party wurden 1,300 Besucher erwartet. Moderiert wurde die Preisverleihung von Justin Hawkins von The Darkness und Benji Webbe von Skindred. Webbe moderierte diese Veranstaltung bereits mehrfach in der Vergangenheit. All Time Low und Iron Maiden führten mit je zwei regulären Nominierungen die Nominiertenliste an.
Für einen Eklat sorgte Webbe bei der Rede von Babymetal, welche als Beste Liveband ausgezeichnet wurden, indem er diese ständig unterbrach und sogar dessen Englisch korrigierte. Er entschuldigte sich später mehrfach über Twitter bei der Band und deren Fangemeinde.

## Nominierte und Ausgezeichnete Künstler

### Musikalische Auszeichnungen

#### Beste Britische Band
| Gewinner          | Weitere nominierte Künstler                                        | Bilder der Künstler     |
| ----------------- | ------------------------------------------------------------------ | ----------------------- |
| Asking Alexandria | - Biffy Clyro - Bring Me the Horizon - Enter Shikari - Iron Maiden | Asking Alexandria, 2015 |

#### Beste Internationale Band
| Gewinner          | Nationalität       | Weitere nominierte Künstler                       | Bilder der Künstler     |
| ----------------- | ------------------ | ------------------------------------------------- | ----------------------- |
| A Day to Remember | Vereinigte Staaten | - All Time Low - Fall Out Boy - Metallica - PVRIS | A Day to Remember, 2015 |

#### Bester Britischer Newcomer
| Gewinner | Weitere nominierte Künstler                            | Bilder der Künstler |
| -------- | ------------------------------------------------------ | ------------------- |
| Creeper  | - Counterfeit - Milk Teeth - Muncie Girls - The Struts |                     |

#### Bester Internationaler Newcomer
| Gewinner  | Nationalität       | Weitere nominierte Künstler                               | Bilder der Künstler |
| --------- | ------------------ | --------------------------------------------------------- | ------------------- |
| Cane Hill | Vereinigte Staaten | - Beach Slang - Beautiful Bodies - Biters - The Dirty Nil |                     |

#### Beste Liveband
| Gewinner  | Nationalität | Weitere nominierte Künstler                                                           | Bilder der Künstler |
| --------- | ------------ | ------------------------------------------------------------------------------------- | ------------------- |
| Babymetal | Japan        | - Black Veil Brides - Frank Carter & the Rattlesnakes - Nightwish - twenty one pilots | Babymetal, 2015     |

#### Bestes Album
| Gewinner    | Nationalität           | Werk       | Weitere nominierte Künstler                                                                                                   | Bilder der Künstler |
| ----------- | ---------------------- | ---------- | --- | ------------------- |
| No Devotion | Vereinigtes Königreich | Permanence | - Asking Alexandria – The Black - Baroness – Purple - Iron Maiden – The Book of Souls - Neck Deep – Life’s Not Out to Get You |                     |

#### Beste Single
| Gewinner     | Nationalität       | Werk        | Weitere nominierte Künstler | Bilder der Künstler |
| ------------ | ------------------ | ----------- | --- | ------------------- |
| All Time Low | Vereinigte Staaten | Missing You | - Against the Current – Running with the Wild Things - Architects – A Match Made in Heaven - Moose Blood – Honey - Panic! at the Disco – Emperor’s New Clothes | All Time Low, 2012  |

#### Bestes Event
| Gewinner      | Nationalität           | Event                         | Weitere nominierte Events | Bilder der Künstler |
| ------------- | ---------------------- | ----------------------------- | --- | ------------------- |
| You Me at Six | Vereinigtes Königreich | The Ghost Inside Benefit Show | - 5 Seconds of Summer – Sounds Good Feels Good Tour - Biffy Clyro – Edinburgh’s Hogmanay - Guns N’ Roses – Las Vegas Reunion Shows - Slipknot – Alexandra Palace Shows | You Me at Six, 2009 |

#### Bestes Festival
| Gewinner            | Standort                                | Weitere Nominierungen                                                           | Bilder                                   |
| ------------------- | --------------------------------------- | ------------------------------------------------------------------------------- | ---------------------------------------- |
| Bloodstock Open Air | Walton-on-Trent, Vereinigtes Königreich | - Download-Festival - The Great Escape - Reading and Leeds - Slam Dunk Festival | Hauptbühne des Bloodstock Open Air, 2009 |

#### Beste Fangemeinde
| Gewinner          | Nationalität       | Weitere nominierte Künstler                                   | Bilder der Künstler     |
| ----------------- | ------------------ | ------------------------------------------------------------- | ----------------------- |
| twenty one pilots | Vereinigte Staaten | - Black Veil Brides - Paramore - Pierce the Veil - Gerard Way | twenty one pilots, 2014 |

### Persönliche Auszeichnungen

#### Tweeter des Jahres
| Gewinner        | Nationalität       | Weitere nominierte Künstler                                 | Bilder der Künstler   |
| --------------- | ------------------ | ----------------------------------------------------------- | --------------------- |
| Hayley Williams | Vereinigte Staaten | - Becky Blomfield - Mark Hoppus - Corey Taylor - Jono Yates | Hayley Williams, 2010 |

#### Bester Comedian
| Gewinner    | Nationalität       | Weitere nominierte Künstler                        | Bilder der Künstler |
| ----------- | ------------------ | -------------------------------------------------- | ------------------- |
| Amy Schumer | Vereinigte Staaten | - Bill Bailey - Matt Berry - Louis CK - Josie Long | Amy Schumer, 2015   |

### Auszeichnungen für andere Medien

#### Bester Film
| Gewinner | Nationalität       | Weitere Nominierungen                                                    | Bilder |
| -------- | ------------------ | ------------------------------------------------------------------------ | ------ |
| Deadpool | Vereinigte Staaten | - Ant-Man - Jurassic World - Minions - Star Wars: Das Erwachen der Macht |        |

#### Beste TV-Serie
| Gewinner          | Nationalität       | Weitere Nominierungen                                           | Bilder |
| ----------------- | ------------------ | --------------------------------------------------------------- | ------ |
| Making a Murderer | Vereinigte Staaten | - Adventure Time - Daredevil - Jessica Jones - The Walking Dead |        |

#### Beste Radiosendung
| Gewinner                              | Weitere Nominierungen | Bilder |
| ------------------------------------- | --- | ------ |
| Planet Rock: Nights with Alice Cooper | - Beats 1 with Zane Lowe - Kerrang! Radio: Fresh Blood with Alex Baker - Radio 1 Rock Show with Daniel P Carter - Planet Rock: MOJO Rocks with Phil Alexander |        |

#### Bestes Videospiel
| Gewinner                | Nationalität       | Weitere Nominierungen                                                   | Bilder                                             |
| ----------------------- | ------------------ | ----------------------------------------------------------------------- | -------------------------------------------------- |
| Rise of the Tomb Raider | Vereinigte Staaten | - Fallout 4 - Far Cry Primal - Guitar Hero Live - Star Wars Battlefront | Schriftzug des Videospiels Rise of the Tomb Raider |

#### Bester Comic
| Gewinner                | Weitere Nominierungen                 | Bilder |
| ----------------------- | ------------------------------------- | ------ |
| The Wicked + the Divine | - 2000 AD - Descender - Nimona - Saga |        |

### Weitere Preise

#### Lebenswerk
- Deftones[8]

#### Legende
- Iron Maiden[8]

#### Held
- Thin Lizzy[8]

#### Ikone
- blink-182[8]

#### Spirit des Punk
- Frank Carter[8]

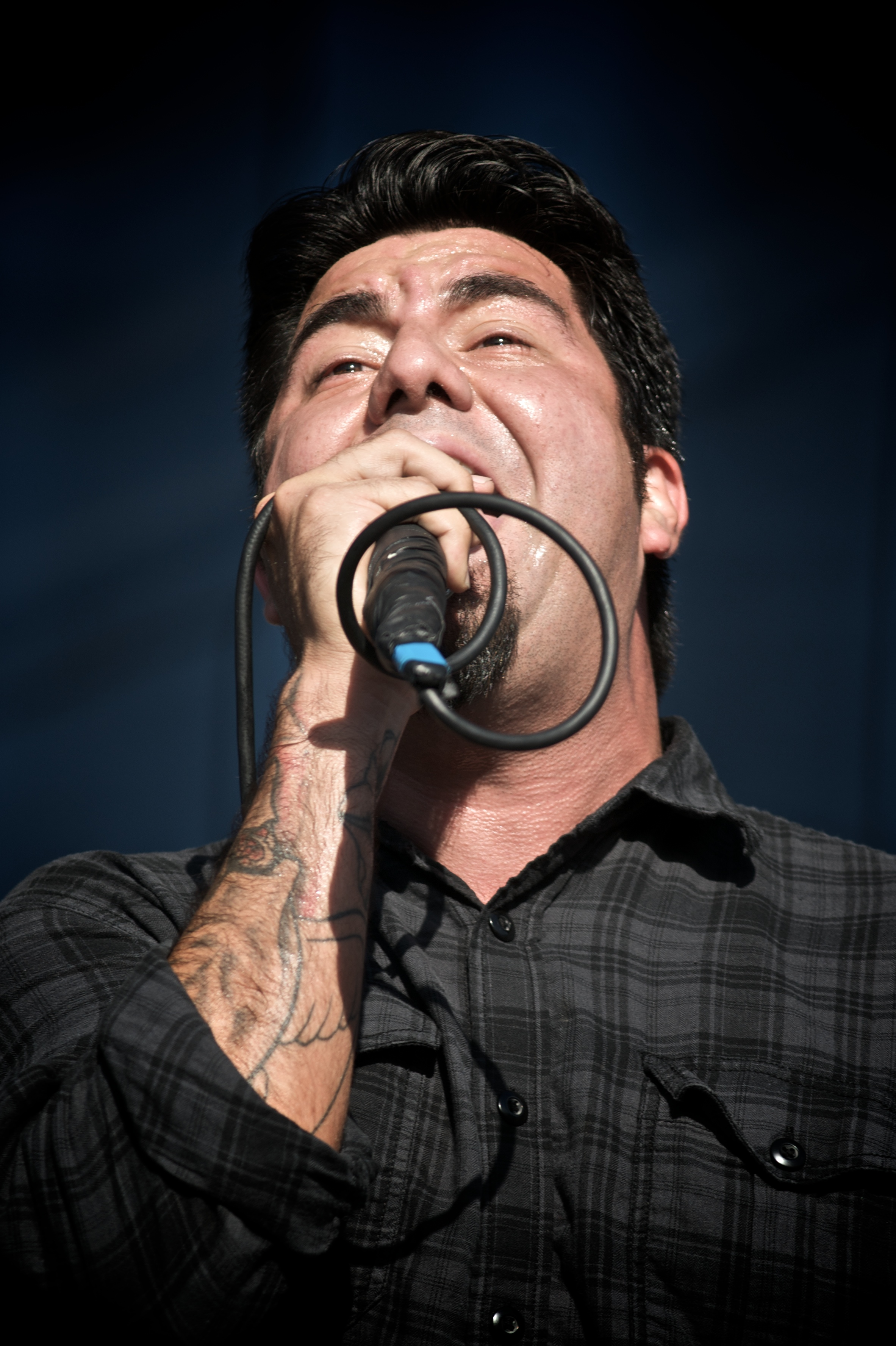
Chino Moreno von Deftones – Lebenswerk
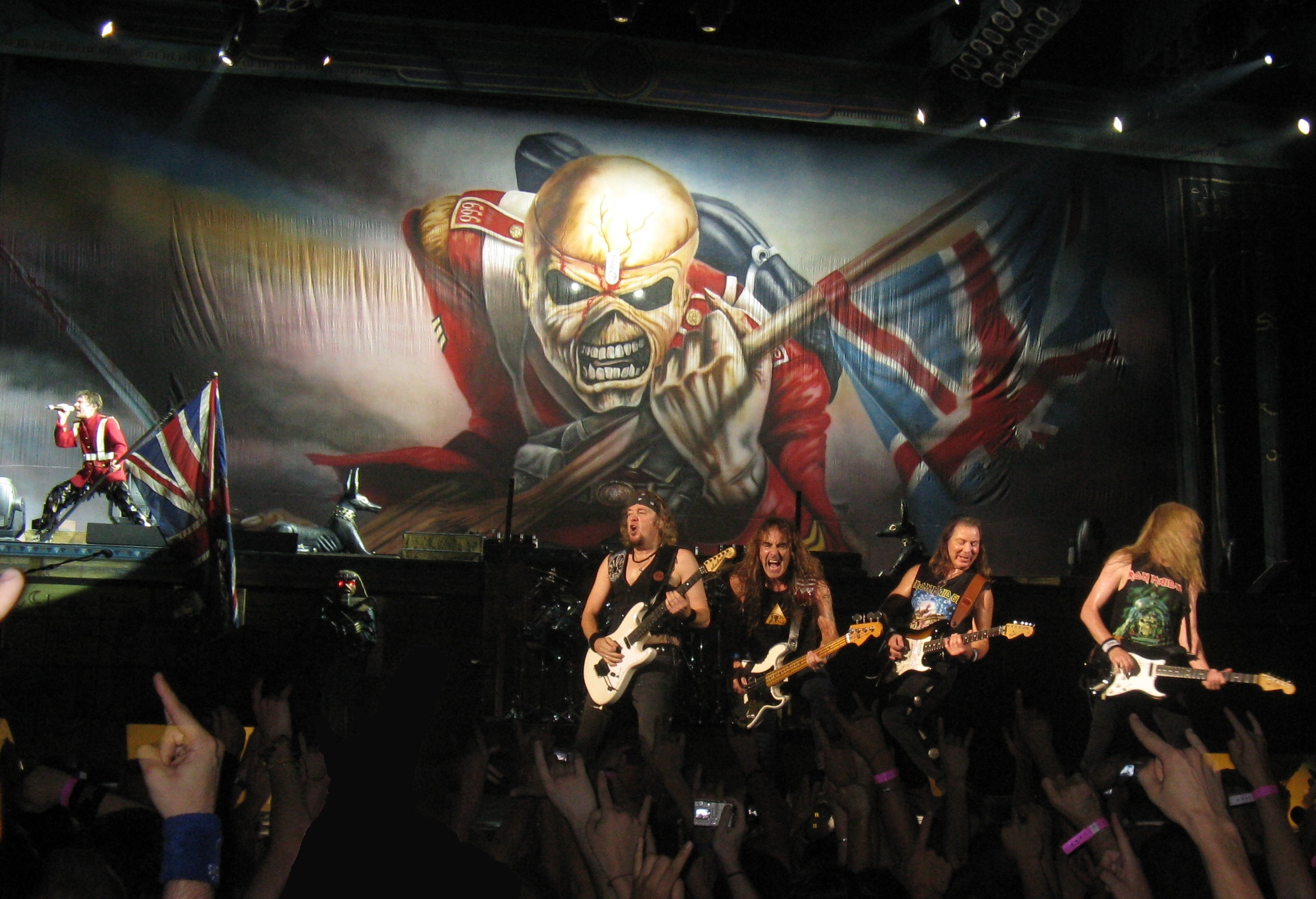
Iron Maiden – Kerrang! Legenden
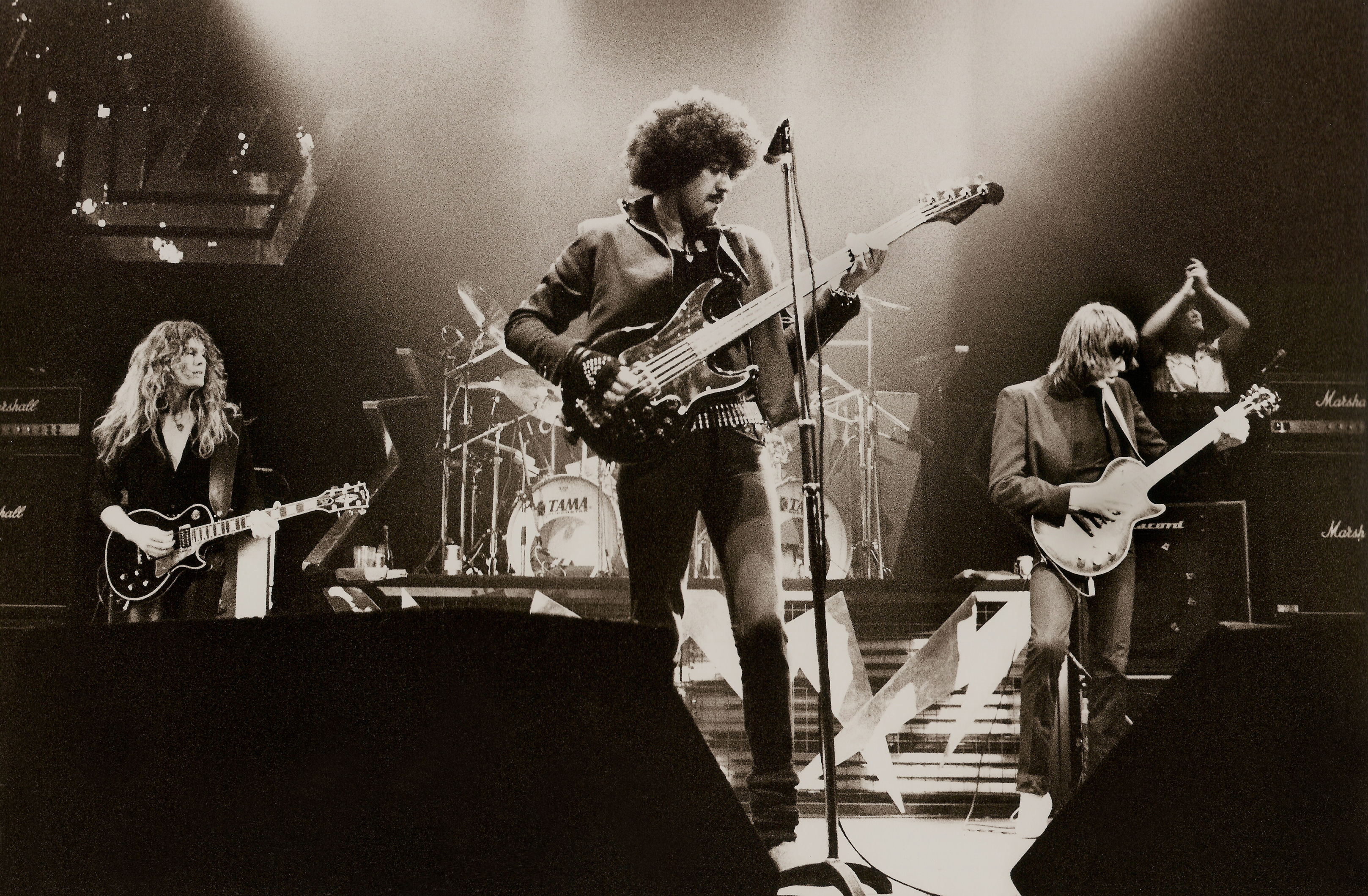
Thin Lizzy – Kerrang! Helden
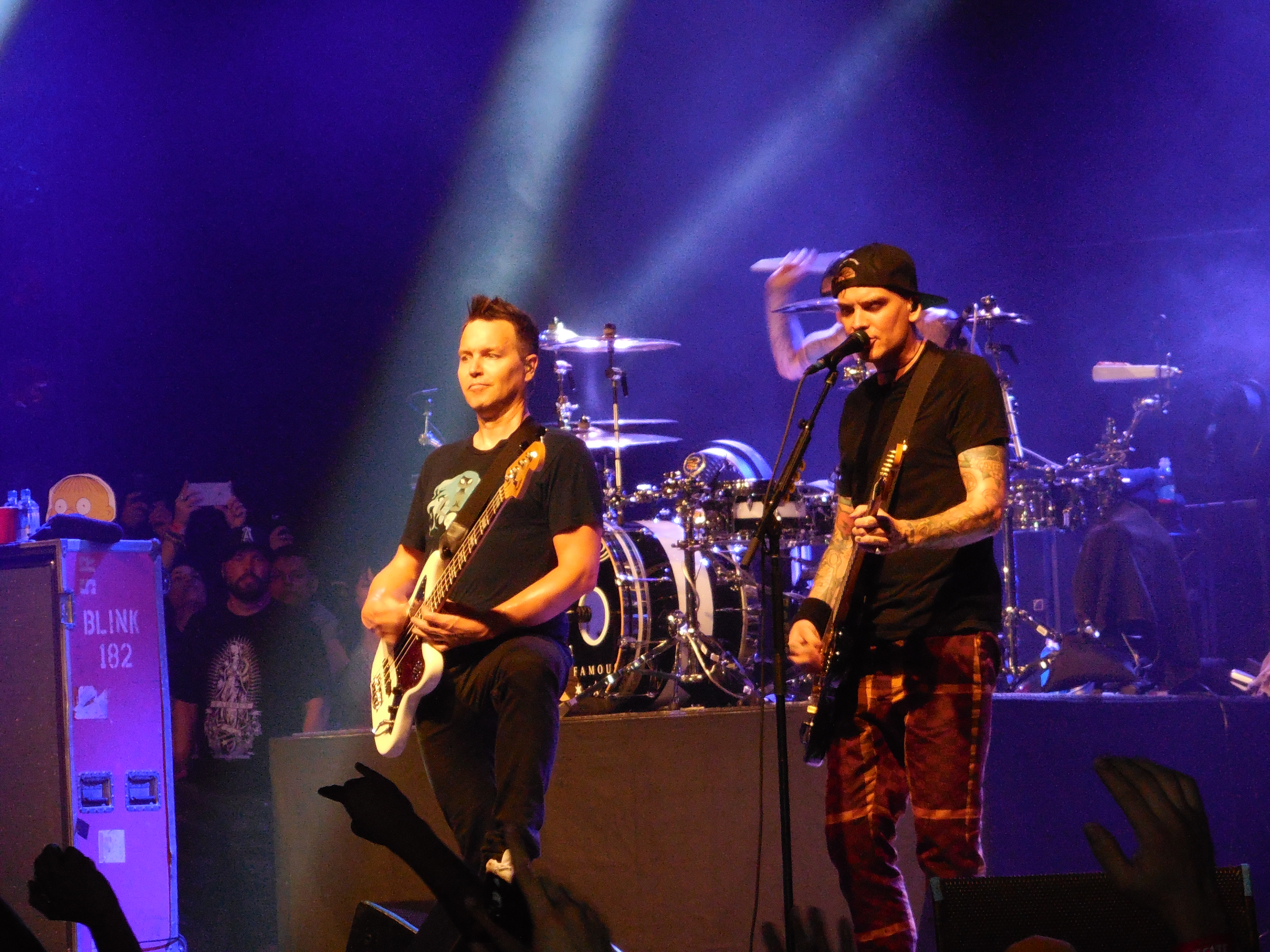
blink-182 – Kerrang! Ikonen
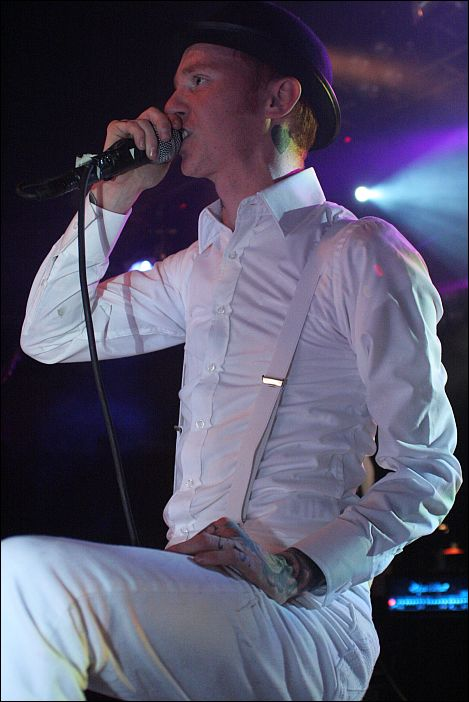
Frank Carter – Kerrang! Spirit of Punk